# Науково-дослідна лабораторія гідроекології та гідрохімії Київського університету
Науково-дослідна лабораторія гідроекології та гідрохімії — науково-дослідний підрозділ при кафедрі гідрології та гідроекології географічного факультету Київського національного університету імені Тараса Шевченка.

## Історія
Створена 1970 року при кафедрі гідрології суші (тепер кафедра гідрології та гідроекології) як науково-дослідна лабораторія гідрохімії.
Ініціатор створення лабораторії — професор В. І. Пелешенко.
Метою створення лабораторії було посилення науково-дослідних робіт з вивчення хімічного складу природних вод із застосуванням високочутливих і швидкісних методів аналізу.
Науковий напрям — на основі експедиційних досліджень вивчення регіональних закономірностей формування фізико-хімічних умов у природних водах суші.
Експедиційні дослідження виконувалися на Шацьких озерах, у басейнах річок Прип'яті, Дніпра, Південного Бугу, Дунаю (бюджетна тематика), на водоймах-охолоджувачах всіх АЕС України та Смоленської АЕС (Росія) (госптематика). Найбільш інтенсивно експедиційні дослідження лабораторією проводилися в 70-80 рр. ХХ ст., коли до складу експедицій входило два загони — гідрохімічний і гідрологічний (до 15 осіб). Протягом 1977—1987 рр. експедиціями лабораторії з бюджетної тематики керував В. К. Хільчевський.
Штат лабораторії у 2004 р. становив 14 співробітників, у 2008 — 10, у 2012 — 7. Лабораторія підтримує наукові зв'язки з установами гідрометслужби, Держводагенства України, Мінприроди України, НАН України, в яких впроваджуються результати досліджень.

### Назви лабораторії
1970 р. — науково-дослідна лабораторія гідрохімії.
1971 р. — проблемна науково-дослідна лабораторія гідрохімії.
1992 р. — проблемна науково-дослідна лабораторія гідроекології та гідрохімії.
2002 р. — науково-дослідна лабораторія гідроекології та гідрохімії.
2007 р. — науково-дослідний сектор гідроекології та гідрохімії.

## Керівництво

### Наукові керівники лабораторії
- 1970—2002 роки, — В. І. Пелешенко, доктор географічних наук, професор, заслужений діяч науки і техніки УРСР;
- 2002—2013 роки — В. К. Хільчевський, доктор географічних наук, професор, заслужений діяч науки і техніки України, лауреат Державної премії України.

### Завідувачі лабораторії
- 1970—1972 — Пилипюк Я. С.;
- 1972—1974 — Ромась М. І.;
- 1974—2001 — Закревський Д. В., доктор географічних наук;
- 2001—2009 — Ромась М. І., доктор географічних наук;
- 2010—2012 — Онищук В. В., кандидат технічних наук;
- 2013—2014  — Розлач З. В., кандидат географічних наук.
- 2015-2017  — Данько К. Ю., кандидат географічних наук.
- 2018—2019 — Онищук В. В., кандидат технічних наук;
- з 2019 — Лук'янець О.І., кандидат географічних наук (за сумісництвом).

## Наукові здобутки
Лабораторією виконані дослідження, які входили до планів Державного комітету з науки і техніки, розвитку народного господарства України, НАН України, галузевих міністерств і відомств. Наукові дослідження дозволили:
- оцінити взаємозв'язок хімічного складу різних типів природних вод суші (атмосферних опадів, поверхневих і підземних вод);
- створити методику оцінки впливу антропогенної складової іонного стоку;
- вивчити вплив осушувальних меліорацій на хімічний склад природних вод;
- розробити методику атомно-абсорбційного визначення важких металів у воді;
- створити разом з іншими установами «Гидрохимический атлас СССР» (1990);
- виконати розробки після аварії на Чорнобильській АЕС (1986 року) та оцінити вплив атомної і теплової енергетики України на якість водних ресурсів;
- вивчити вплив агрохімічних засобів на якість поверхневих вод на експериментальних водозборах Богуславського гідролого-гідрохімічного стаціонару Київського університету та у різних природних зонах України;
- оцінити формування хімічного складу річкових вод в умовах мінімального стоку.
- створити спільно з вченими Українського науково-дослідного гідрометеорологічного інституту карти якості поверхневих вод до «Національного атласу України» (2007).

З використанням матеріалів досліджень науково-дослідної лабораторії гідроекології та гідрохімії співробітниками лабораторії і кафедри  було підготовлено і захищено низка кандидатських і 8 докторських дисертацій:
В. І. Пелешенко, Л. М. Горєв , Д. В. Закревський , В. К. Хільчевський , О. Г. Ободовський, С. І. Сніжко, М. І.  Ромась , В. В. Гребінь.
В лабораторії починав свою наукову діяльність В.  І.  Осадчий — доктор географічних наук, член-кореспондент НАН України, директор Українського науково-дослідного гідрометеорологічного інституту МНС України та НАН України.
Результати наукових досліджень лабораторії публікуються в періодичному науковому збірнику «Гідрологія, гідрохімія і гідроекологія» та інших виданнях.